# Jenny Böhme
Jenny Böhme (geb. Dohrmann; * 5. Juli 1983 in Bad Saarow bei Berlin) ist eine deutsche Unternehmerin, Autorin und Foodbloggerin.
Sie betreibt u. a. die beiden Internetseiten Familienkost und Breirezept.

## Leben
Jenny Böhme wurde in Bad Saarow bei Berlin geboren und wuchs in Rothenburg/Oberlausitz, einer Kleinstadt in Sachsen, auf. 2002 legte sie das Abitur ab, anschließend absolvierte sie ein Studium der Betriebswirtschaftslehre an der TU Dresden und der Europa-Universität Viadrina in Frankfurt (Oder). Von 2006 bis 2007 war Böhme im Rahmen eines Auslandsaufenthaltes in Indien und unterrichtete dort Kinder in Englisch. Von 2008 bis 2018 war sie als Spezialistin für Finance/Controlling bei den Unternehmen t-online.de und DTAG in Darmstadt beschäftigt.
2012 absolvierte Böhme außerdem eine Ausbildung zur Ernährungsberaterin mit anschließender Spezialisierung zur Fachberaterin für Ernährung von Säuglingen, Kindern und Jugendlichen. Böhme ist Online-Ernährungsberaterin für eltern.de (urbia.de) und Redakteurin für diverse Food-Magazine wie Lecker Kids, LandKind und das Mixx-Magazin.

## Veröffentlichungen
- Mein Familienkochbuch. Abwechslungsreiche Wochenpläne für einen ganzen Monat. Rothenburg, 2020. ISBN 978-3-949266-00-3
- Backen für kleine Hände. Rothenburg, 2021. ISBN 978-3-949266-02-7
- Mein Familienkochbuch - vegetarisch. Rothenburg, 2022. ISBN 978-3-949266-07-2
- Mein Suppenkochbuch. Rothenburg, 2021. ISBN 978-3-949266-01-0
- Pausenhits für coole Kids. Rothenburg, 2022. ISBN 978-3-949266-09-6
- Mein Familienkochbuch 2. Rothenburg, 2022. ISBN 978-3-949266-11-9
- E-Book: Waffelhits. Rothenburg, 2021.
- Haferliebe. Rothenburg, 2021. ISBN 978-3-949266-03-4
- Mein Backbuch. Rothenburg, 2021. ISBN 978-3-949266-05-8
- Unsere besten Weihnachtsplätzchen. Rothenburg, 2021. ISBN 978-3-949266-06-5
- E-Book: Weihnachtsrezepte ohne Industriezucker. Rothenburg, 2021. ISBN 978-3-949266-12-6
- Mein Babybreibuch. Rothenburg, 2021. ISBN 978-3-949266-04-1
- E-Book: Eiszeit. Rothenburg, 2021. ISBN 978-3-949266-08-9